# 李慶雲 (清朝)
李慶雲（?—?），廣西省鬱林直隸州陸川縣人，清朝政治人物、進士出身。
光緒三年（1877年），参加丁丑科殿試，登進士二甲第124名。同年五月，分部學習。